# Madonna della Rosa (Chianciano Terme)
Die Kirche Madonna della Rosa ist eine Kirche in Chianciano Terme, die der heiligen Maria gewidmet ist.

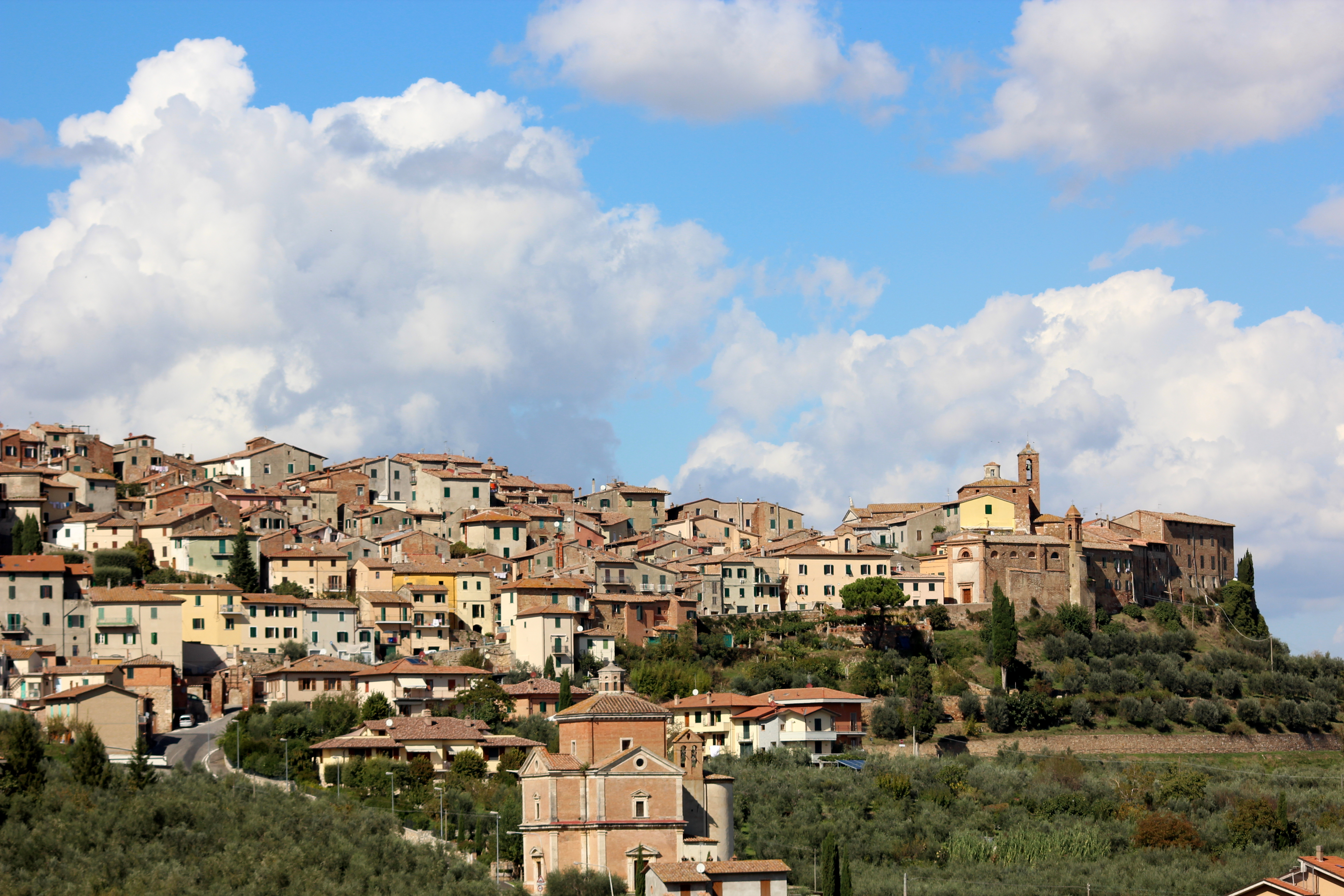
Die Kirche Madonna della Rosa vor der Altstadt von Chianciano

## Lage
Die Kirche gehört zum Bistum Montepulciano-Chiusi-Pienza und befindet sich ca. 200 m südlich der Altstadt von Chianciano in der Via Madonna della Rosa, der weiterführenden Straße des Stadttores Porta del Sole Richtung Süden.

## Beschreibung und Geschichte
Die Pläne zur Kirche entstanden 1569 durch Baldassare Lanci (1510–1571). Mit dem Bau begonnen wurde allerdings erst 1585, die Fertigstellung erfolgte 1599. Die Kirche hat die Form eines griechischen Kreuzes und entstand aus Travertin und Ton (Mauerziegel) mit einer zentralen Kuppel. Die Kuppel entstand erst 1764 durch Leonardo Massimiliano de Vegni (* 12. Oktober 1731 in Chianciano; † 22. September 1801 in Rom). Namensgebend für die Kirche ist das Fresko Madonna che dona una rosa al Bambino tra San Giovanni Battista e San Bartolomeo, das sich über dem Hochaltar befindet. 1809 wurde die Kirche von Luigi Sgrelli De Vegni restauriert.

## Kunstwerke in der Kirche
- Madonna che dona una rosa al Bambino tra San Giovanni Battista e San Bartolomeo, Fresko am Hauptaltar, entstanden durch einen unbekannten Künstler aus dem Umfeld Sienas, 15. Jahrhundert.[2]
- Madonna delle Carceri, Fresko rechtsseitig des Altars, 14. Jahrhundert.[2]

## Bilder

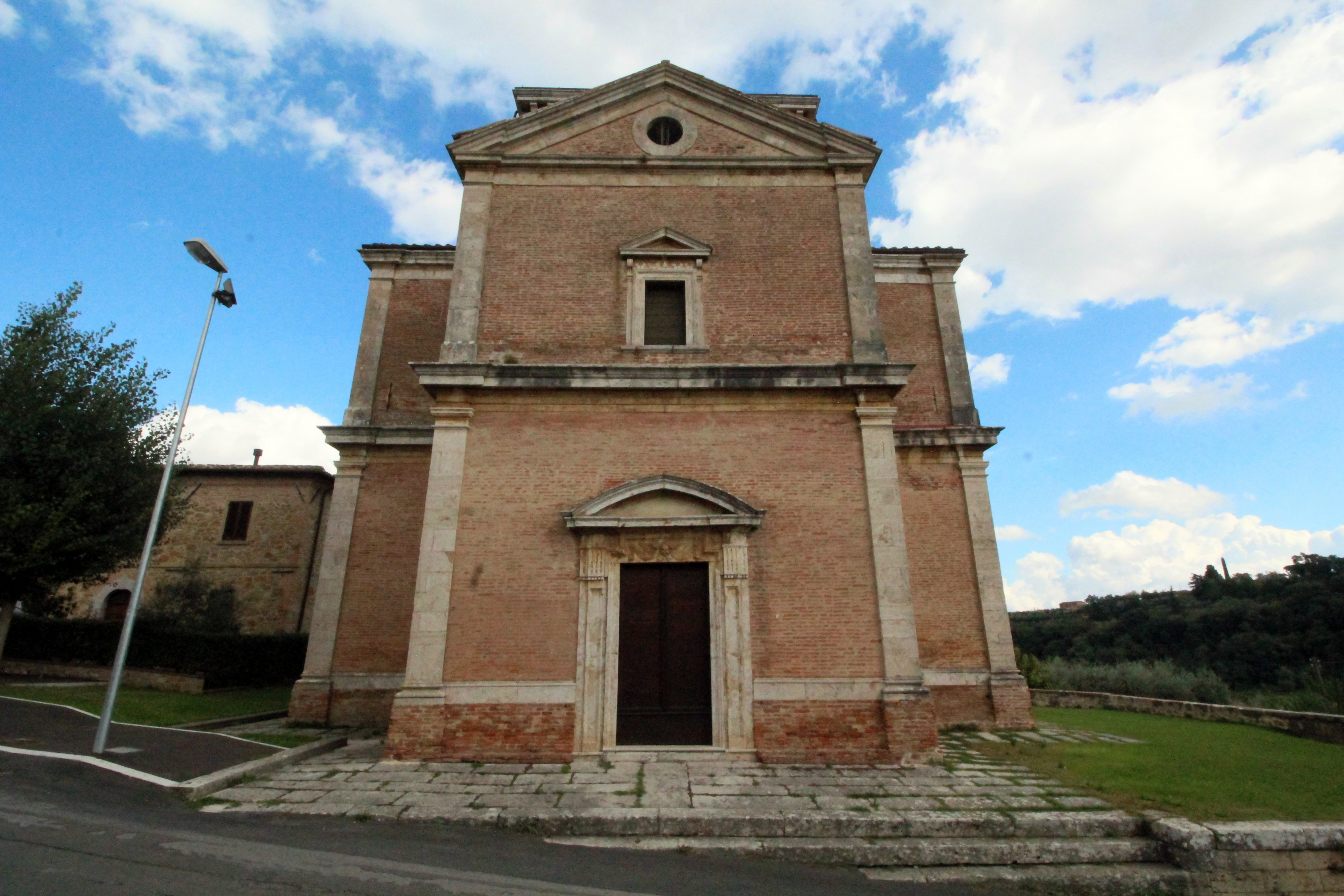
Der Eingangsbereich
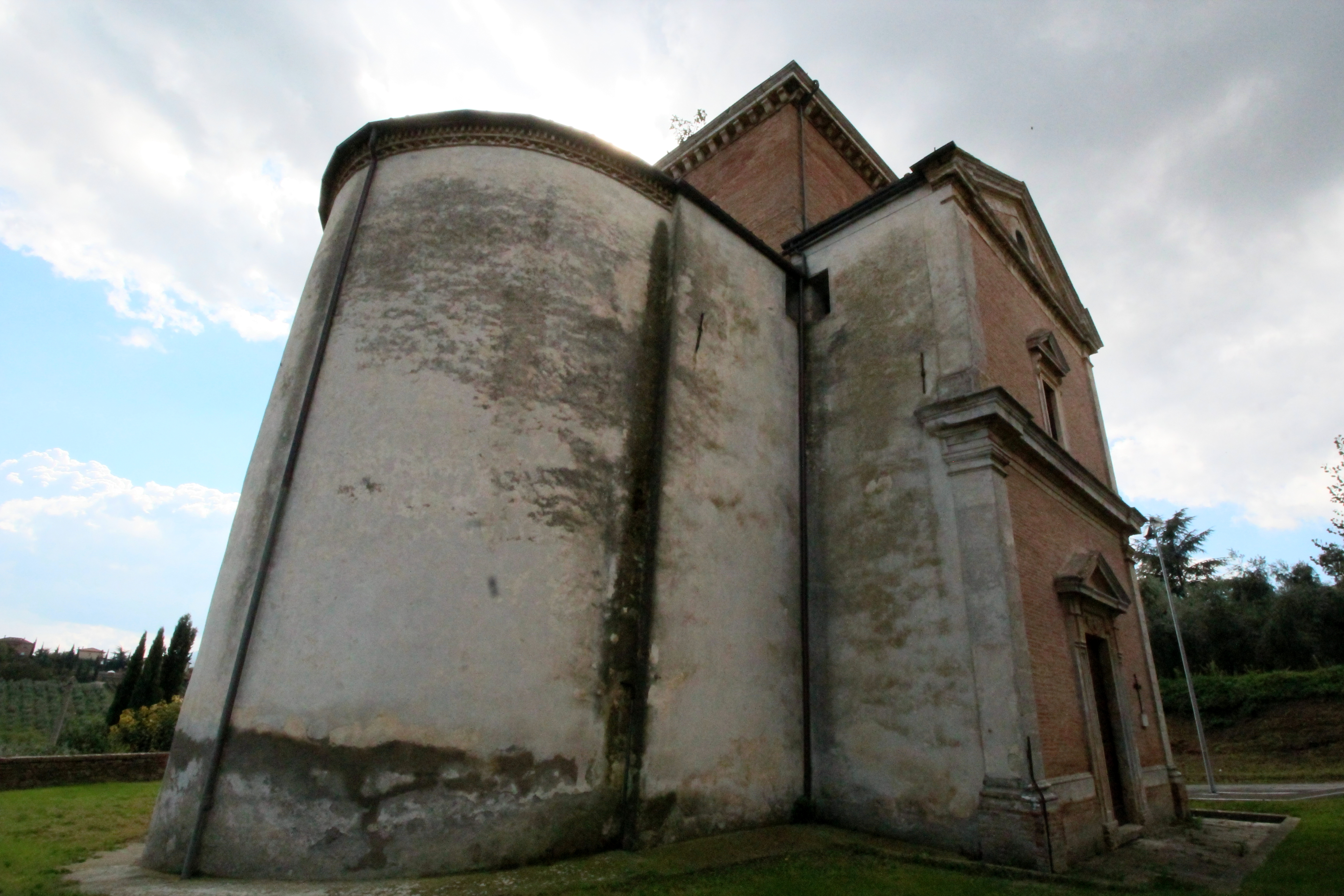
Die Apsis
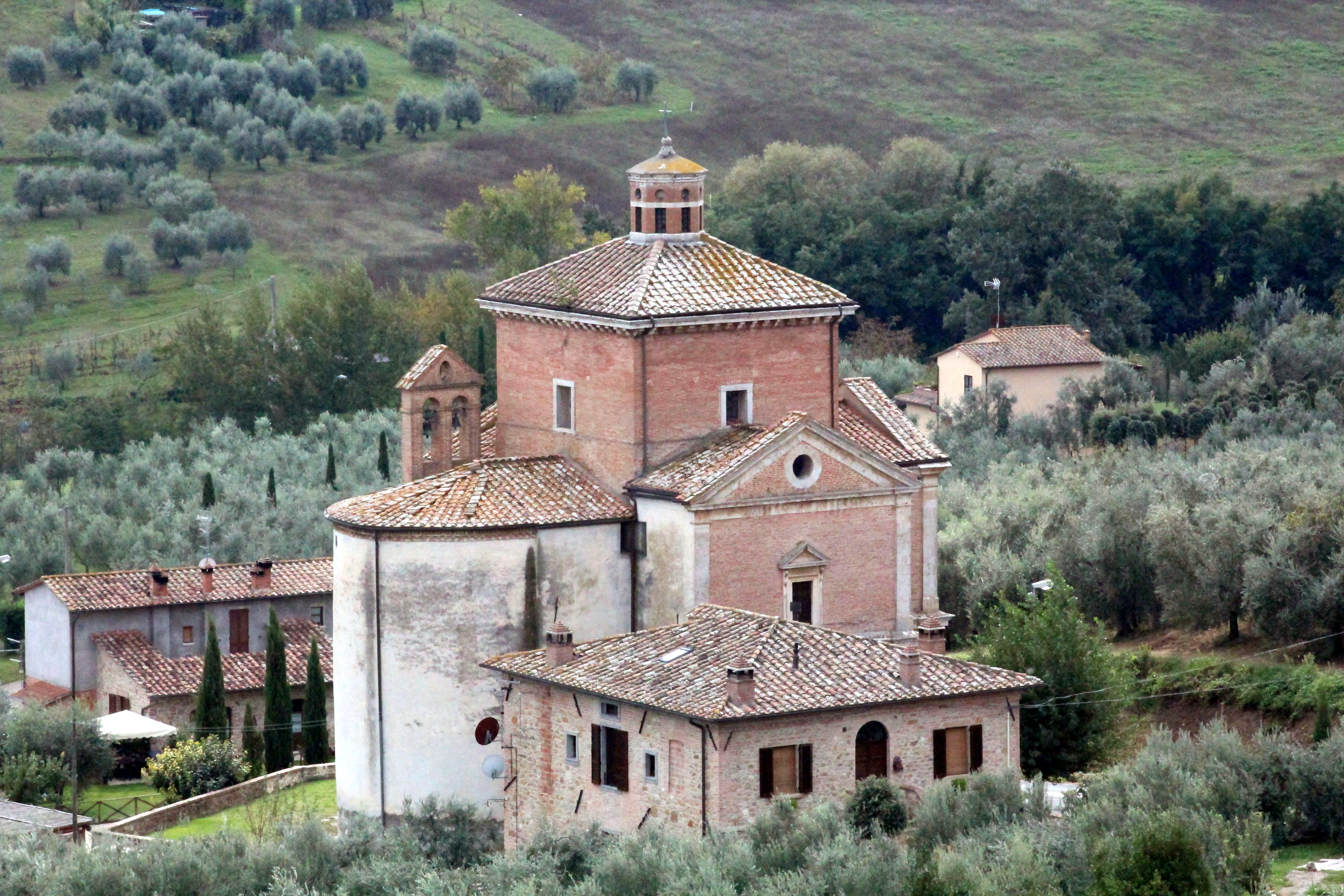
Ansicht aus der Altstadt
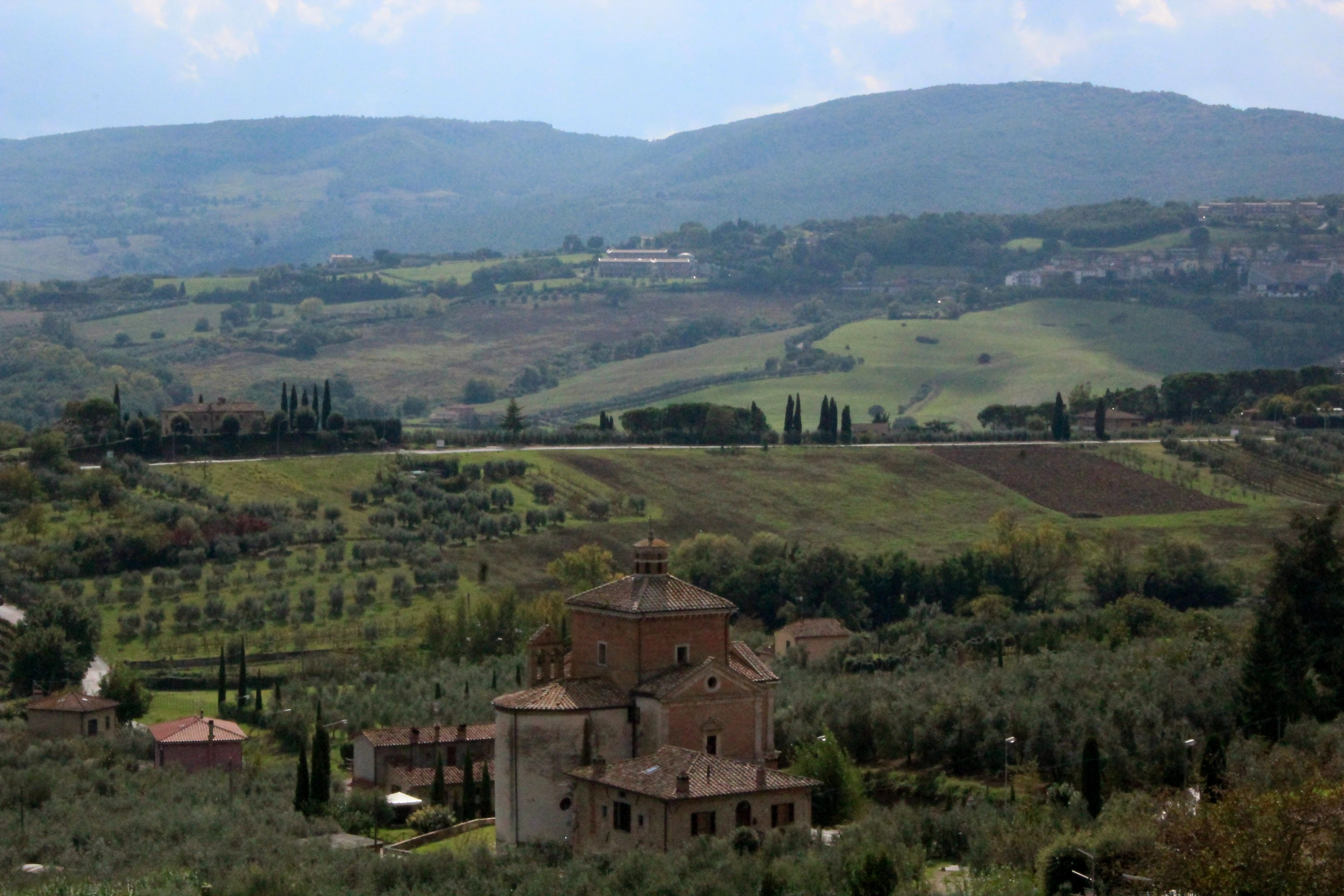
Panorama von der Altstadt Richtung Süden